# Ламбарский, Игорь Анатольевич
И́горь Анато́льевич Ламба́рский (рум. Igor Lambarschi; 26 ноября 1992, Единец, Молдавия) — молдавский и российский футболист, полузащитник.

## Клубная карьера
Начал заниматься футболом в спортивной школе города Единец в 2000 году. В 2006 году перешёл в футбольную школу кишинёвской «Академии УТМ». В период с 2007 по 2008 год выступал на правах аренды за «Дачию-2». С 2008 года выступал за основной состав «Академии». В первом сезоне на высоком уровне сыграл за команду всего в четырёх матчах, во всех случаях выходя на замену. В сезоне 2009/10 провёл 20 матчей в чемпионате Молдавии, в которых отметился тремя забитыми мячами. В сезоне 2010/11 был игроком, который во многом определял игру команды в середине поля. В том сезоне принял участие во всех 37 матчах команды в чемпионате, забив один мяч.
В сезоне 2011/12 сыграл за клуб 17 матчей, в которых забил два гола. В январе 2012 года Игорь покинул «Академию» и перешёл в «Краснодар».
В январе 2011 года был на просмотре в днепропетровском «Днепре».
До подписания контракта с клубом «Краснодар» провёл два товарищеских матча на турецком сборе. Игра молодого полузащитника очень впечатлила тренерский штаб команды, и ему был предложен контракт. 27 января 2012 года футболист заключил контракт, рассчитанный на 3,5 года. По словам президента «Академии», сумма отступных за футболиста составила около 500 тысяч евро.
5 марта дебютировал за «Краснодар» в российской Премьер-Лиге, заменив на 79-й минуте встречи c «Ростовом» Олега Самсонова. После матча появилась информация о том, что футболист стал седьмым легионером на поле в составе краснодарцев. Позже данная информация была опровергнута президентом команды Сергеем Галицким, который заявил в своем твиттере: «Он заявлен россиянином, если я умею читать». Утром 6 марта на сайте РФПЛ гражданство футболиста было исправлено с молдавского на российское.
13 мая в матче со «Спартаком-Нальчик» (3:3) открыл счет своим забитым мячам в чемпионате России, забив гол на 20-й минуте встречи.
20 июня 2013 года перешёл на правах аренды в «Енисей».
1 июля 2014 года перешёл в «Урал», подписав контракт на два года. 5 февраля 2016 года расторг контракта, не сыграв ни в одном матче в лиге. В 2015 году был отправлен в аренду в «Тюмень», где провёл 9 матчей в лиге.
В 2016 году подписал контракт с нижегородским «Олимпийцем». Забил лучший гол 24 тура в ворота «Шинника». В 2018 году ушёл из клуба.
В марте 2019 года стал игроком красноларского «Урожая», но уже в июле покинул клуб и перешёл в подмосковный «Олимп».
В марте 2020 года подписал контракт с пятигорским клубом «Машук-КМВ».
В феврале 2021 года вернулся в чемпионат Молдовы, подписав соглашение с клубом «Милсами». 12 января 2025 года покинул клуб.

## Карьера в сборной
Выступал за юношеские сборные Молдавии до 16, 17 и 19 лет. В 2011 году провёл одну встречу в составе молодёжной сборной Молдавии. В августе 2012 года принял решение выступать за сборную России, после чего был вызван Николаем Писаревым в молодёжную сборную России.
В составе студенческой сборной России готовился к участию во Всемирной Универсиаде в Казани, но из-за травмы не был включён в заявку на турнир.